# دي.سي. يونايتد
نادي دي سي يونايتد لكرة القدم (بالإنجليزية: D.C. United Soccer Club) هو نادي كرة قدم تأسس سنة 1994 في مدينة واشنطن دي سي في الولايات المتحدة الأمريكية.